# Kościół św. Mikołaja w Stobnie
Kościół parafialny pw. św. Mikołaja i Wniebowzięcia Najświętszej Maryi Panny w Stobnie, od 2004 r. mieści się tu pierwsza na Dolnym Śląsku kaplica saletyńska.

## Historia
Po raz pierwszy wzmiankowany w 1292 r. jako kościół parafialny, prawdopodobnie drewniany. Kościół murowany z kamienia i cegły wzniesiono na przełomie XV/XVI w. W 1660 r. rozbudowany, a w XVIII w. przebudowany w stylu barokowym, szczególnie wnętrze, które uzyskało stylowe ołtarze i strop kasetonowy wczesnobarokowy, malowany temperą we wzór kwiatowy, pochodzący z ok. 1660 r. oraz XVIII-wieczne obrazy pędzla anonimowego artysty z Wrocławia i barokową ambonę z końca XVIII wieku.
Po prawej stronie kościoła znajduje się kalwaria, zbudowana za głazów narzutowych, w centrum której jest XIX-wieczna kapliczka.
Do momentu sekularyzacji dóbr kościelnych w 1810 r., Stobno należało do posiadłości biskupa wrocławskiego.
Po 1945 r. kościół wyposażono dodatkowo w figurę Serca Pana Jezusa z Trościańca koło Tarnopola (przywiezioną przez pierwszych osadników z kresów wschodnich), stoi na XVI-wiecznej ławie. Odnowiono ołtarze główny i dwa boczne, wstawiono sześć witraży wykonanych przez pracownię Bolesława Szczypińskiego z Wrocławia. Artysta plastyk Bernard Kobiela (także z Wrocławia) wykonał kilkanaście nowych bocznych obrazów m.in.: św. Maksymilian Kolbe, Matka Boża Niepokalana, św. Józef, św. Izydor, Jan Paweł II, Chrystus Miłosierny, św. Faustyna, Matka Boża Nieustającej Pomocy. Odnowiono dwie XIX-wieczne kaplice cmentarne z cegły, z malowidłami nawiązującymi do wezwania kościoła.
Wpisany na listę zabytków Narodowego Instytutu Dziedzictwa:
We wrześniu 2004. r. ks. kardynał Henryk Gulbinowicz poświęcił pierwszą na Dolnym Śląsku kaplicę saletyńską. We wnętrzu kaplicy, na tle górskiego krajobrazu, ustawiono figurę Matki Bożej Saletyńskiej (Płaczącej)

## Otoczenie
W obrębie cmentarza przykościelnego znajduje się kopiec z ziemi, zwieńczony figurą Najświętszego Serca Pana Jezusa oraz tablice z piaskowca, poświęcone przed- i powojennym mieszkańcom Stobna.